# 1855
1855 (số La Mã: MDCCCLV) là một năm thường bắt đầu vào thứ Hai trong lịch Gregory.

## Sinh
- 8 tháng 9 – Phan Thị Điều, thụy hiệu Từ Minh Huệ Hoàng hậu, phủ thiếp của vua Dục Đức, mẹ sinh của vua Thành Thái (m. 1906).
- Không rõ – Vũ Công Tự, nhà thơ thời phong kiến, tham gia phong trào Cần Vương.

## Mất
- 23 tháng 2 - Carl Friedrich Gauss, nhà toán học, vật lý người Đức (s. 1777)